# Echinocereus polyacanthus
Echinocereus polyacanthus ist eine Pflanzenart in der Gattung Echinocereus aus der Familie der Kakteengewächse (Cactaceae). Das Artepitheton polyacanthus leitet sich von den griechischen Worten poly für ‚viele‘ sowie akantha für ‚Dorn‘ ab und verweist auf die dornigen Triebe der Art. Englische Trivialnamen sind „Giant Claret-Cup Cactus“, „Salmon-Flowered Hedgehog“ und „Spiny Hedgehog“.

## Beschreibung
Echinocereus polyacanthus wächst einzeln oder verzweigen und bildet häufig Gruppen oder Polster, die aus bis zu 400 Trieben bestehen. Die leuchtend grünen bis dunkelgrünen zylindrischen Triebe verjüngen sich sowohl zu ihrer Basis als auch zu ihrer Spitze hin. Sie sind 10 bis 30 Zentimeter lang und weisen Durchmesser von 2 bis 7,5 Zentimeter auf. Es sind neun bis 13 deutlich ausgeprägte glatte oder gehöckerte Rippen vorhanden. Die ein bis sieben braunen oder gelbbraunen Mitteldornen sind an ihrer Basis verdickt. Sie weisen Längen von bis zu 5 Zentimeter auf, sind aber in ihrer Länge sehr variabel. Die sechs bis 14 schmutzig weißen, sich häufig gegenseitig überlappenden Randdornen sind bis zu 2 Zentimeter lang.
Die röhrenförmigen bis trichterförmigen Blüten sind leuchtend etwas rosaorangefarben bis tiefrot und besitzen einen gelblichen oder weißlichen Schlund. Sie erscheinen in der Nähe der Triebspitzen, sind 3 bis 14 Zentimeter lang und erreichen einen Durchmesser von 2 bis 8 Zentimeter. Die eiförmigen grünen  Früchte enthalten weißes Fruchtfleisch und reißen nicht auf.

## Verbreitung, Systematik und Gefährdung
Echinocereus polyacanthus ist in den Vereinigten Staaten in den Bundesstaaten Arizona und New Mexico verbreitet. Das Verbreitungsgebiet erstreckt sich weiter südwärts bis nach Nord- und Mittel-Mexiko und schließt die Halbinsel Niederkalifornien mit ein.
Die Erstbeschreibung als Cereus polyacanthus erfolgte 1848 durch George Engelmann. Weitere nomenklatorische Synonyme sind Echinocereus triglochidiatus var. polyacanthus (Engelm.) L.D.Benson (1944) und Echinocereus triglochidiatus subsp. polyacanthus (Engelm.) U.Guzmán (2003).
In der Roten Liste gefährdeter Arten der IUCN wird die Art als „Least Concern (LC)“, d. h. als nicht gefährdet geführt.

## Nachweise